# Kölncampus
Kölncampus ist Hochschulradiosender in Köln, organisiert von Studierenden. Thematisch wird das Programm wie bei anderen Campus-Radios durch einen starken Hochschulbezug geprägt, insbesondere in den beiden täglichen Magazinsendungen „Frührausch“ (8 bis 11 Uhr) und „NachDurst“ (13 bis 15 Uhr). Musikalisch zeichnet sich das Programm durch eine Mischung aus, die sich überwiegend abseits des Mainstreams bewegt und bewusst musikalische Nischen und experimentelle Musikrichtungen bedient, darunter Varianten des Jazz, Hip-Hop, Rock und Pop. In den Abendstunden werden zudem zurzeit 15 verschiedene Sendungen zu speziellen Musikgenres produziert, u. a. Punkrock und Reggae. Die Finanzierung von Kölncampus erfolgt weitgehend über die Hochschulen und die Studierenden sowie einen 2006 gegründeten Förderverein. Außerdem werden einige Sendungen gelegentlich durch Unternehmen gesponsert.
Seit dem Sendestart am 30. April 2002 sendet Kölncampus 24 Stunden täglich auf der Frequenz 100,0 MHz mit einer Sendeleistung von 93 Watt ERP vom Telekomhochhaus in der Sternengasse in der Kölner Innenstadt. Möglich gemacht haben den Betrieb des Programms zwei Vereine, der Trägerverein Kölncampus e. V. und die Campus-Welle Köln e. V.
Seit Beginn vermitteln die Mitglieder in ihrem Verein anderen Studierenden journalistisches Handwerkszeug und Radiopraxis. Die Campus-Welle Köln e. V. bildet die erste Redaktion des Kölner Hochschulradios. Die Beteiligung zieht sich dabei durch alle Hochschulen und Fachrichtungen. Alle Aktiven, auch die leitenden Studierenden, sind ehrenamtlich an dem Projekt beteiligt. 2009 beteiligten sich mehr als 500 Studenten am Programm von Kölncampus, 2022 waren es noch rund 100.

## Die Philosophie
Wichtiger Grundsatz in der Philosophie der Redaktion ist, trotz eines fest umrissenen Programmschemas allen Beteiligten möglichst viel Freiraum für Kreativität, neue Ideen und selbständiges Arbeiten zu geben. Der studentische Chef vom Dienst und die ausschließlich aus Studierenden bestehende Redaktionsleitung kontrollieren den täglichen Sendebetrieb, wobei Positionen wie die Chefredaktion oder die Projektleitung jährlich gewählt werden.

## Die Geschichte
Die Initiative für ein Kölner Hochschulradio wurde von Studierenden ergriffen. Fünfzig von ihnen gründeten 1995 den Verein Campus-Welle Köln e. V. Am 29. September 1995 wurde die erste Stunde Bürgerfunk auf Radio Köln gesendet. Im 1998 gegründeten Trägerverein Kölncampus e. V. schafften die Hochschulen, die ASten der Hochschulen, das Kölner Studierendenwerk, sowie weitere Mitglieder die nötige finanzielle Grundlage für das Hochschulradio und beantragten die Lizenz. Am 30. November 2000 wurde die Lizenz schließlich durch die Landesanstalt für Rundfunk erteilt. Die Frequenz 100,0 MHz wurde am 5. November 2001 vergeben. Auf dieser Welle wurden ab dem 21. Januar 2002 die ersten Testsendungen gesendet. Am 30. April 2002 war offizieller Sendestart. Tassilo Küpper, damaliger Rektor der Universität zu Köln, Norbert Burger, ehemaliger Oberbürgermeister Kölns, und Georg Luppertz, damaliger Projektleiter von Kölncampus starteten die erste Live-Sendung von Kölncampus durch Druck auf einen roten Knopf bei einer großen Party auf dem Campus der Universität zu Köln. Seit dem Sendestart sind viele Redaktionen und Ressorts entstanden (unter anderem eine Online-Redaktion und ein Fortbildungsteam).
Anfang Februar 2014 zogen die Redaktion und Studios von Kölncampus in das neu errichtete Studierenden-Service-Center der Universität zu Köln um
.

## Die Musik
Die Musik bei Kölncampus versucht sich von einer auf das Kaufverhalten von jungen Menschen ausgerichteten Radiolandschaft abzusetzen.
Charts und Chartplatzierungen spielen keine Rolle und kein Musikstil wird von vorneherein ausgeschlossen.
Musikschaffenden und Themen, die in der klassischen Radiolandschaft keinen Platz finden, soll eine Plattform gebote erden, doch werden auch bereits etablierte Musiker in das Programm aufgenommen.
In verschiedenen Musiksendungen von Experimental bis Punk, Reggae bis Hamburger Schule, House bis Death Metal, Jazz bis Glam Rock, Rap bis Dubstep und noch mehr wird sich auf Musikthemen moderativ und in Gesprächen mit Gästen genähert.

## Die Ehemaligen
Knapp 100 ehemalige Radiomacher haben sich inzwischen zu den Kölncampus-Alumni zusammengeschlossen und stehen auch nach ihrem Studium in engem Kontakt zum Sender und untereinander. Einige Ehemalige sind bereits erfolgreich als Moderatoren für öffentlich-rechtliche und private Hörfunksender aktiv, so zum Beispiel Volker Janitz (SWR3 „Morningshow“), Thomas Habke (Radio Erft „Am Morgen“) und Robert Meyer (1 Live).

## Der Förderverein
Am 29. Juni 2006 wurde der „Verein der Freunde und Förderer des Hochschulradios Kölncampus e. V.“ gegründet. Der Verein bietet der Redaktion ideelle und materielle Unterstützung an. Privatpersonen und Unternehmen können Mitglied werden.